# Kaple Povýšení svatého Kříže (Jesenný)
Kaple Povýšení svatého Kříže je barokní sakrální stavba v Jesenném v okrese Semily.

## Historie
Kaple byla postavena roku 1734 Maxmiliánem Rudolfem Lamottem, majitelem obce Jesenný. V roce 1964 byla zapsána do státního seznamu kulturních památek.

## Popis
Osmiboká kaple je postavena v barokním slohu. V interiéru jsou umístěny fresky na téma Umučení Páně. Nad hlavním vstupem je kamenný erb s letopočtem založení kaple a pískovcová deska s nápisem:
„Kaple tato nazvaná Hora Kalvárie byla vystavěna r. 1734 od rodu Lamottovských Maxmiliána Rudolfa, který pocházel z Frintropu“

Kapli zastřešuje stanová střecha s lucernou a cibulí. Dominantou kaple je pak kamenné zábradlí před vchodem, lemované šesti polychromovanými postavami – sochami svaté Veroniky, Jana Evangelisty, Máří Magdaleny, svatého Petra, Panny Marie a Ježíše Krista.

## Bohoslužby
Pravidelné bohoslužby se zde nekonají.

## Fotogalerie

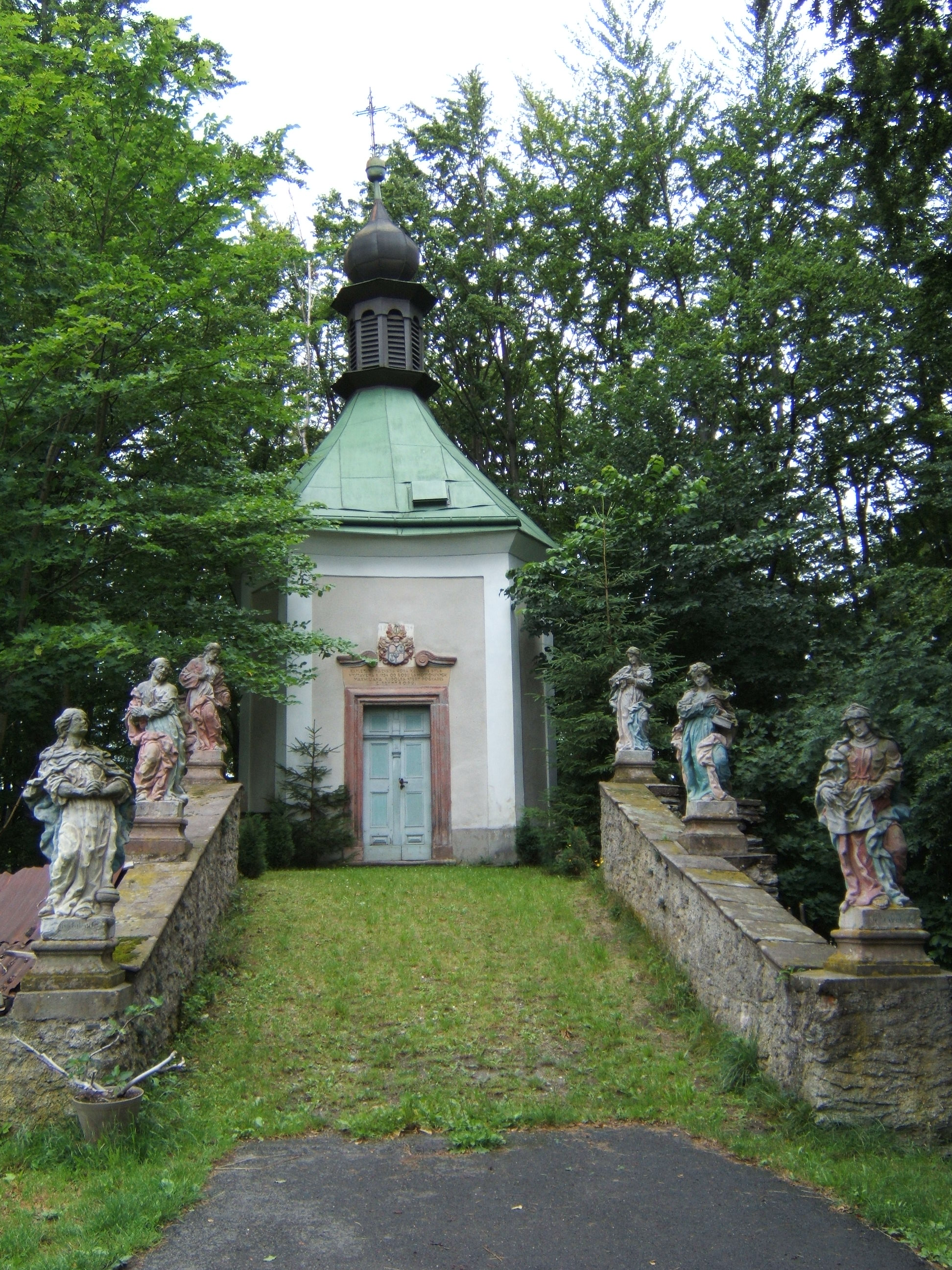
Celkový pohled na kapli a sochy
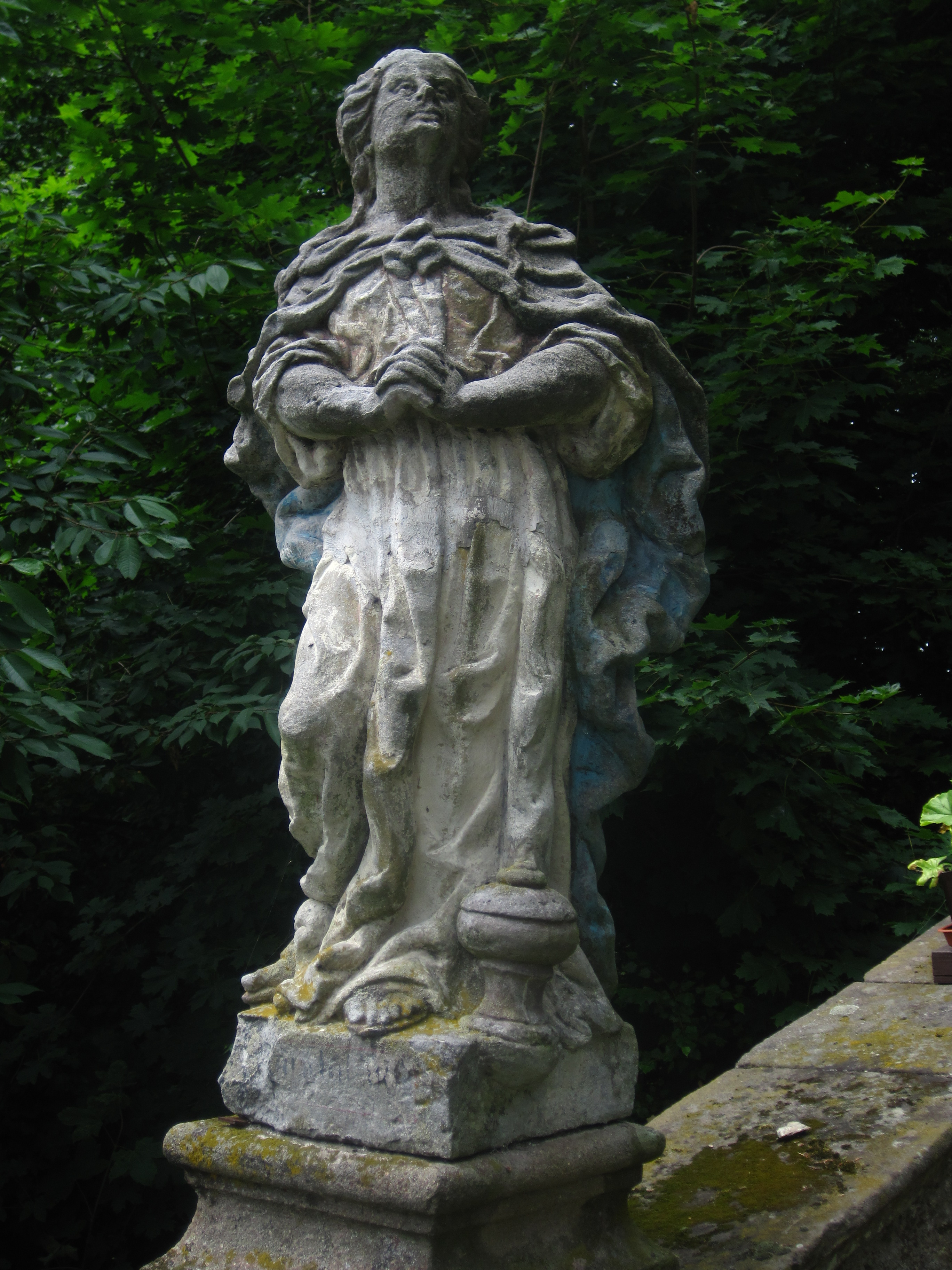
Marie Magdalena
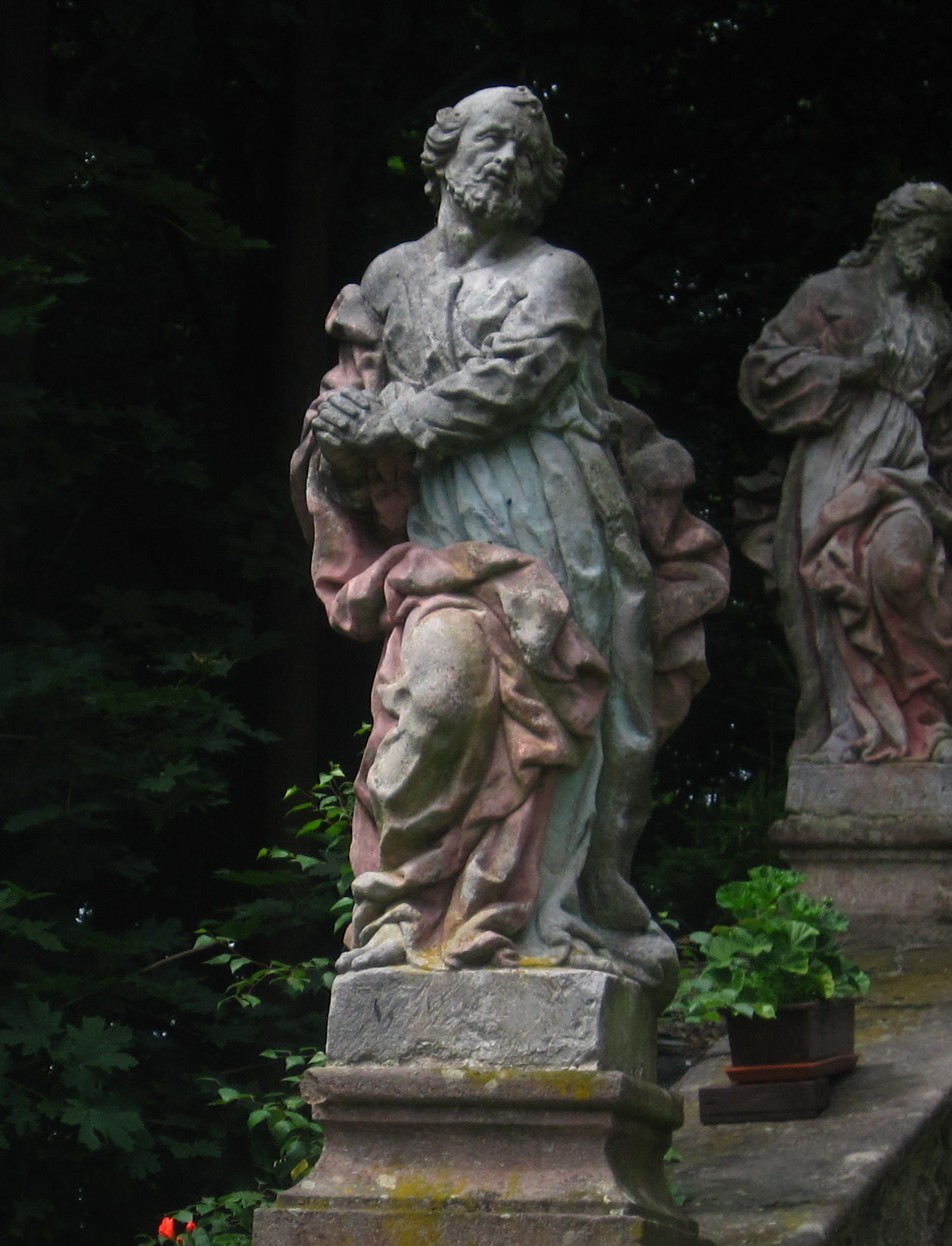
Sv. Petr
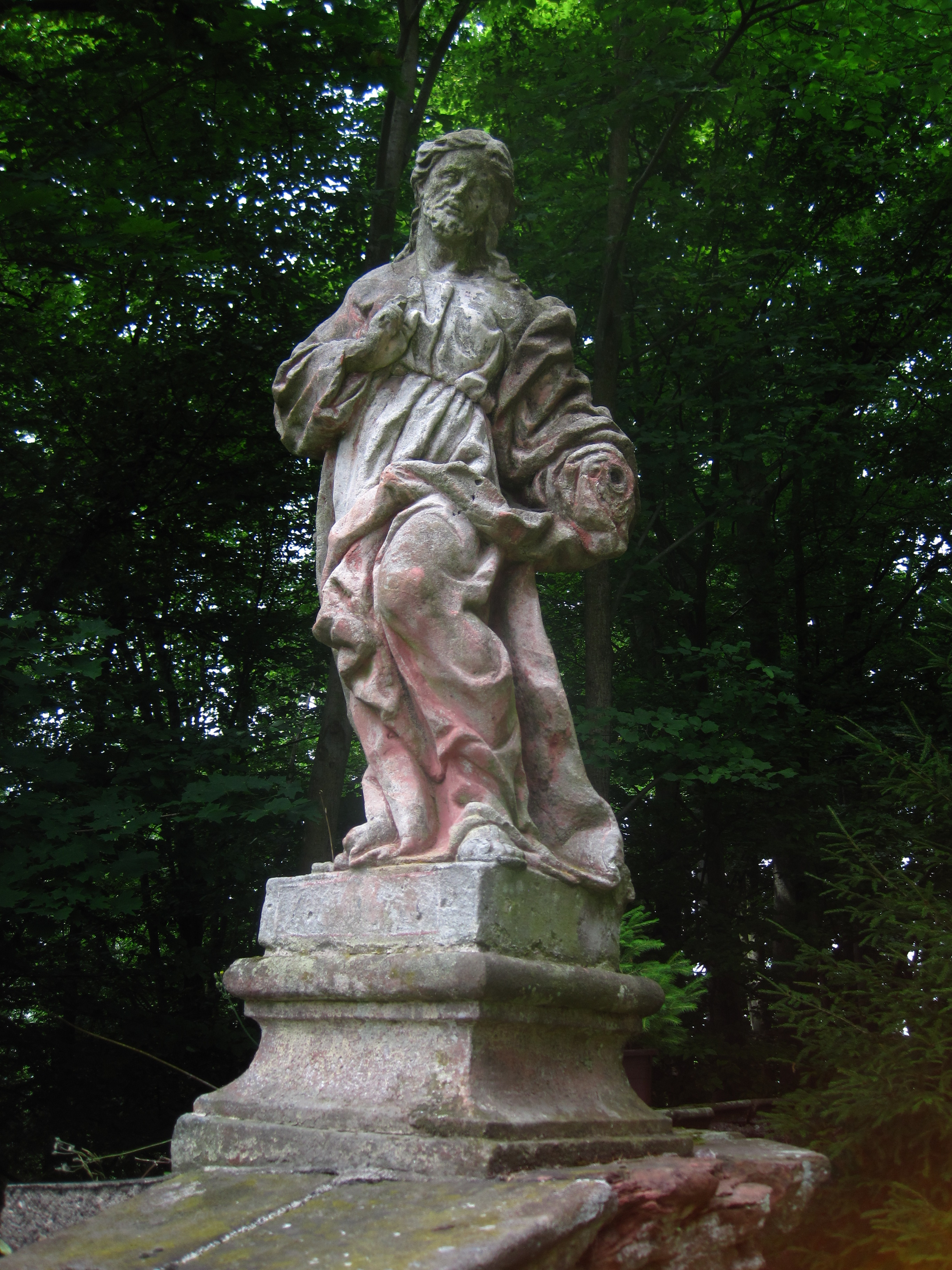
Kristus
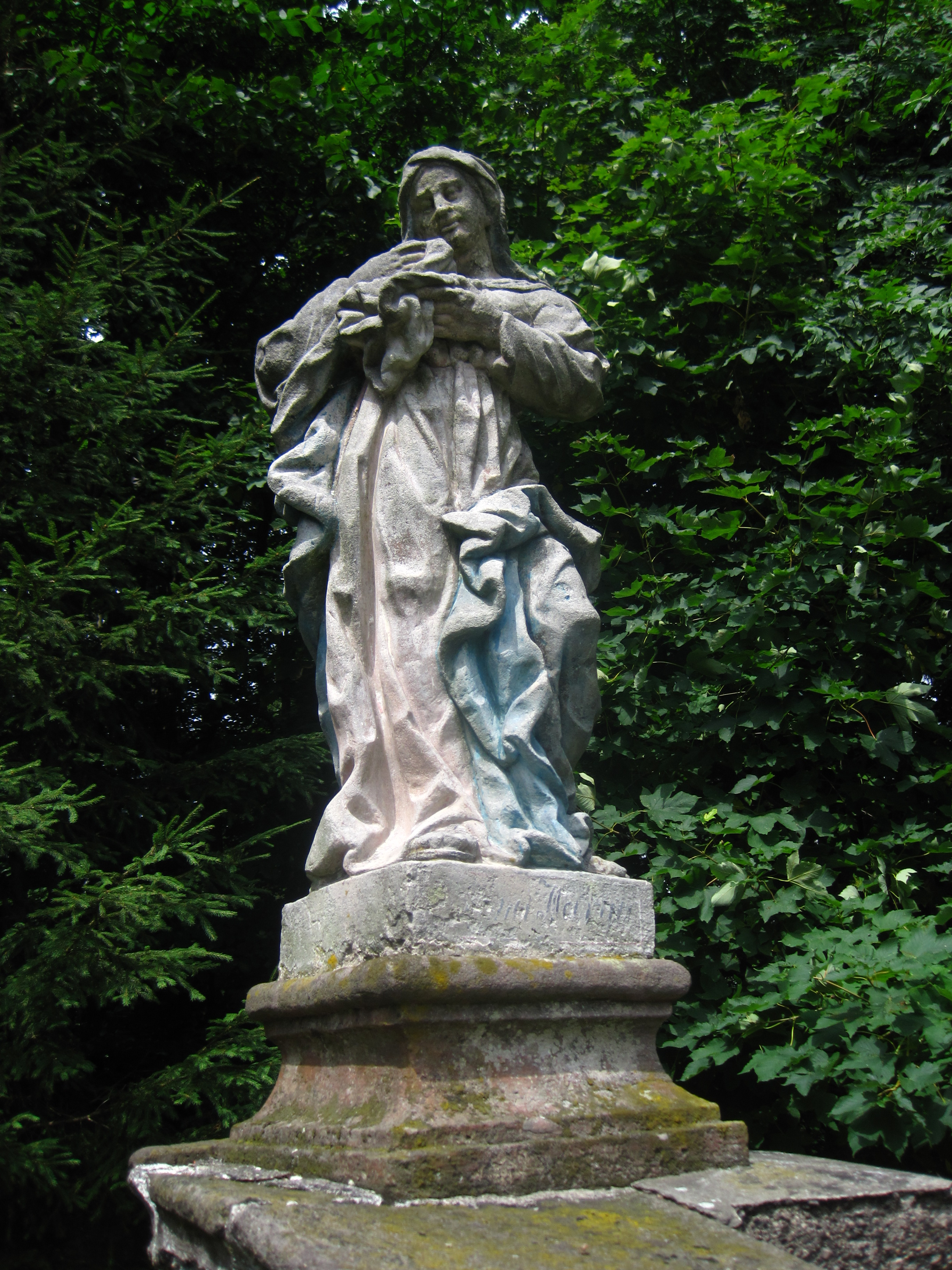
Panna Marie
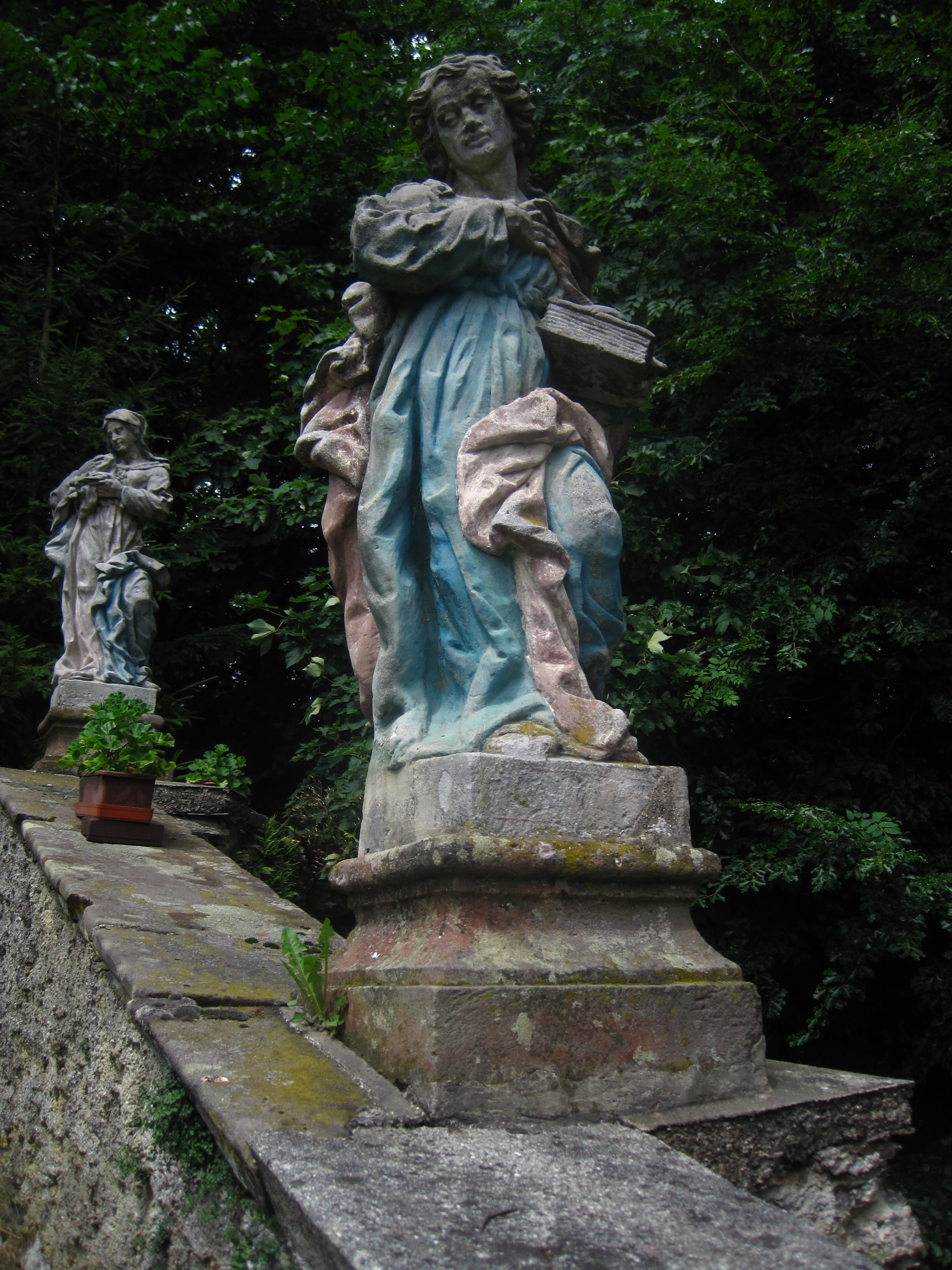
Jan Evangelista
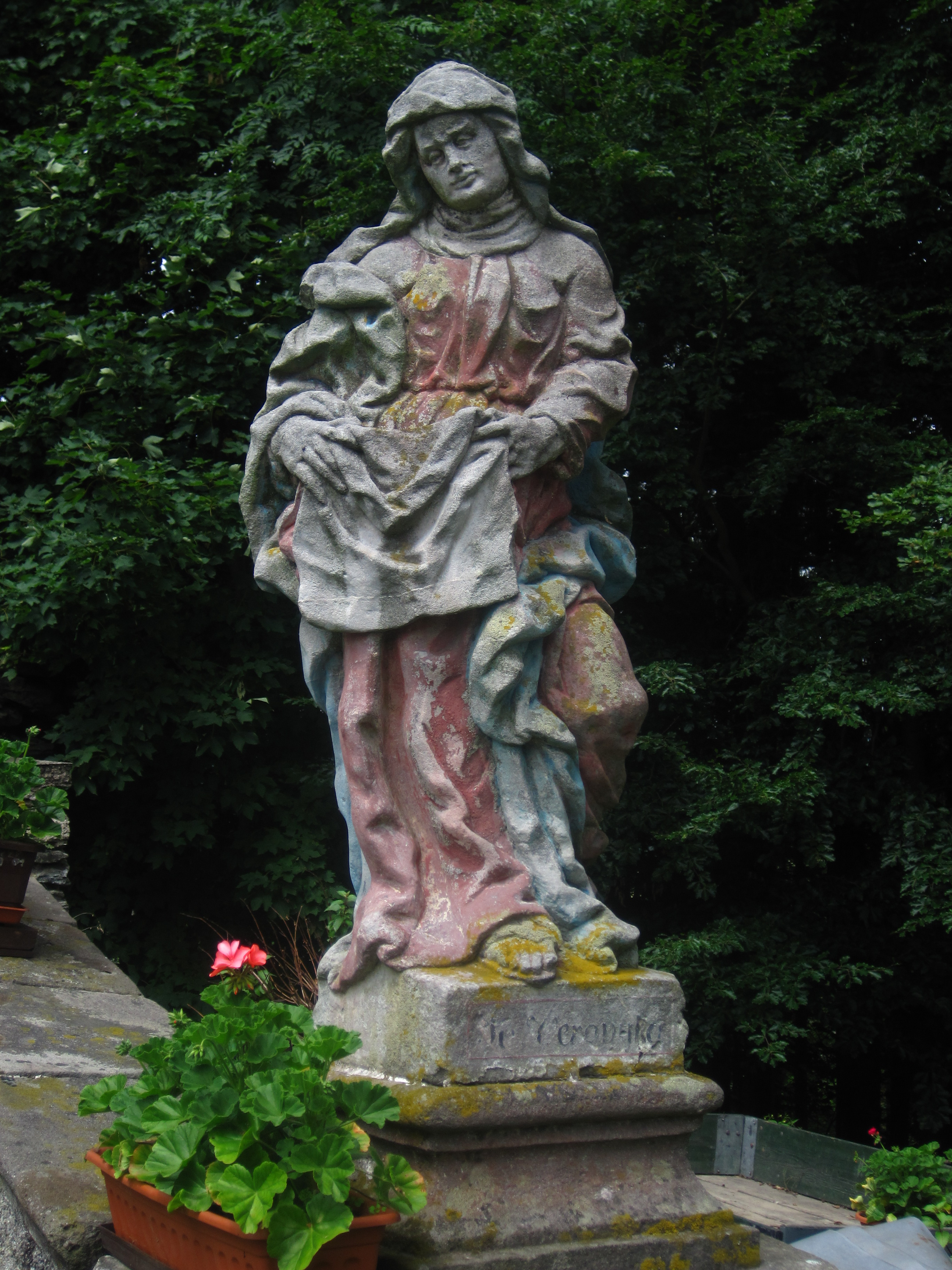
Sv. Veronika